# Saltos ornamentais na Universíada de Verão de 2025
Os saltos ornamentais na Universíada de Verão de 2025 foram disputados nas piscinas do complexo esportivo do Velódromo, em Berlim, na Alemanha, entre 17 e 23 de julho de 2025.

## Calendário
| Saltos ornamentais | Julho | Julho | Julho | Julho | Julho | Julho | Julho | Julho | Julho | Julho | Julho | Julho | Eventos |
| Saltos ornamentais | 16    | 17    | 18    | 19    | 20    | 21    | 22    | 23    | 24    | 25    | 26    | 27    | Eventos |
| ------------------ | ----- | ----- | ----- | ----- | ----- | ----- | ----- | ----- | ----- | ----- | ----- | ----- | ------- |
|                    |       | 2     | 2     | 2     | 2     | 1     | 1     | 5     |       |       |       |       | 15      |

|  | Dia de competição |  | Dia de final |

## Medalhistas

### Masculino
| Evento            | Ouro                | Prata              | Bronze                  |                 |                 |                 |
| Trampolim de 1m   | Trampolim de 1m     | Trampolim de 1m    | Trampolim de 1m         | Trampolim de 1m | Trampolim de 1m | Trampolim de 1m |
| ----------------- | ------------------- | ------------------ | ----------------------- | --------------- | --------------- | --------------- |
| Individual        | CHN Zhang Wenao     | CHN Hu Yukang      | GER Tim Axer            |                 |                 |                 |
| Trampolim de 3m   |                     |                    |                         |                 |                 |                 |
| Individual        | GER Moritz Wesemann | CHN Hu Yukang      | USA Luke Alexander Sitz |                 |                 |                 |
| Sincronizado      | CHN China           | USA Estados Unidos | KOR Coreia do Sul       |                 |                 |                 |
| Plataforma de 10m |                     |                    |                         |                 |                 |                 |
| Individual        | CHN Zheng Junzhi    | CHN Mo Yonghua     | KOR Kim Yeongtaek       |                 |                 |                 |
| Sincronizado      | CHN China           | GER Alemanha       | KOR Coreia do Sul       |                 |                 |                 |
| Equipe            |                     |                    |                         |                 |                 |                 |
| Equipe            | CHN China           | KOR Coreia do Sul  | USA Estados Unidos      |                 |                 |                 |

### Feminino
| Evento            | Ouro             | Prata              | Bronze                |                 |                 |                 |
| Trampolim de 1m   | Trampolim de 1m  | Trampolim de 1m    | Trampolim de 1m       | Trampolim de 1m | Trampolim de 1m | Trampolim de 1m |
| ----------------- | ---------------- | ------------------ | --------------------- | --------------- | --------------- | --------------- |
| Individual        | CHN Ouyang Yu    | CHN Wang Yi        | USA Avery Grace Giese |                 |                 |                 |
| Trampolim de 3m   |                  |                    |                       |                 |                 |                 |
| Individual        | CHN Wang Weiying | CHN Qu Zhixin      | GER Lena Hentschel    |                 |                 |                 |
| Sincronizado      | CHN China        | USA Estados Unidos | GER Alemanha          |                 |                 |                 |
| Plataforma de 10m |                  |                    |                       |                 |                 |                 |
| Individual        | CHN Lu Wei       | CHN Wang Weiying   | GER Pauline Pfeif     |                 |                 |                 |
| Sincronizado      | CHN China        | GER Alemanha       | USA Estados Unidos    |                 |                 |                 |
| Equipe            |                  |                    |                       |                 |                 |                 |
| Equipe            | CHN China        | USA Estados Unidos | KOR Coreia do Sul     |                 |                 |                 |

### Misto
| Evento            | Ouro            | Prata              | Bronze             |                 |                 |                 |
| Trampolim de 3m   | Trampolim de 3m | Trampolim de 3m    | Trampolim de 3m    | Trampolim de 3m | Trampolim de 3m | Trampolim de 3m |
| ----------------- | --------------- | ------------------ | ------------------ | --------------- | --------------- | --------------- |
| Sincronizado      | GER Alemanha    | CHN China          | USA Estados Unidos |                 |                 |                 |
| Plataforma de 10m |                 |                    |                    |                 |                 |                 |
| Sincronizado      | CHN China       | USA Estados Unidos | KOR Coreia do Sul  |                 |                 |                 |
| Equipe            |                 |                    |                    |                 |                 |                 |
| Equipe            | GER Alemanha    | CHN China          | KOR Coreia do Sul  |                 |                 |                 |

## Quadro de Medalhas
| Atualizado em 22h 18min de 31 de julho de 2025 (UTC) | v d e |

| Ordem | País               | Medalha de ouro | Medalha de prata | Medalha de bronze |    |
| ----- | ------------------ | --------------- | ---------------- | ----------------- | -- |
| 1     | CHN China          | 12              | 8                |                   | 20 |
| 2     | GER Alemanha       | 3               | 2                | 4                 | 9  |
| 3     | USA Estados Unidos |                 | 4                | 5                 | 9  |
| 4     | KOR Coreia do Sul  |                 | 1                | 6                 | 7  |